# 上山村 (広島県)
上山村（かみやまむら）は、広島県世羅郡にあった村。現在の三次市、東広島市の一部にあたる。

## 地理
- 河川：飯田川、吉原川[2]

## 歴史
- 1889年（明治22年）4月1日、町村制の施行により、世羅郡上壱村、飯田村が合併して村制施行し、上田村（かみたむら）が発足[3][2]。旧村名を継承した上壱、飯田の2大字を編成[2]。
- 1890年（明治23年）駐在所開設[2]。
- 1896年（明治29年）11月7日、上山村に改称[1][4]。
- 1923年（大正12年）電灯敷設[4]。
- 1923年（大正14年）上山村消防組設立[4]。
- 1940年（昭和15年）
  - 7月1日、大字上壱の一部を世羅郡吉川村に編入[1]。
  - 7月12日、世羅郡吉川村大字黒川の一部を編入[1]。
- 1955年（昭和30年）3月31日、上山村を二分割し、大字上壱と飯田の一部は世羅郡津名村（一部、大字敷名）、双三郡板木村と合併して双三郡三和町を新設。大字飯田の一部は豊田郡豊栄町に編入し、上山村は廃止された。

## 産業
- 農業

## 教育
- 1895年（明治28年）上田村尋常小学校開校[2]。1911年（明治44年）上田村尋常小学校に高等科設置[4]。1919年（大正8年）上山村農業補習学校設置[4]。
- 1947年（昭和22年）上山村中学校開校[4]。